# Gilberto Govi (fisico)
Gilberto Govi (Mantova, 21 settembre 1826 – Roma, 29 giugno 1889) è stato un fisico, politico e patriota italiano.

## Biografia
Laureatosi all'Università di Padova, nel 1848 entrò a far parte dell'Esercito Sardo e combatté durante la Prima Guerra d'Indipendenza, poi fu costretto a lasciare Mantova e a fuggire in Francia dove approfondì i suoi studi scientifici.
Nel 1855 fu nominato dal granduca di Toscana Leopoldo II commissario all'Esposizione universale di Parigi e nel 1857 divenne grazie a lui professore di fisica tecnologica presso l’Istituto Tecnico Toscano (oggi Istituto tecnico per geometri Gaetano Salvemini).
Nel 1859 partecipò nuovamente nelle file dell'esercito sardo alla seconda guerra d'indipendenza italiana. L'anno dopo divenne docente della cattedra di fisica sperimentale dell'Università di Torino. Nel 1864 rinunciò alla carica di rettore dell'ateneo torinese e nel 1872 declinò la nomina a senatore da parte del re Vittorio Emanuele II. Nel 1878 ottenne dall'Università Federico II di Napoli la cattedra di fisica sperimentale e quindi la direzione del Gabinetto di Fisica. Qui studiò la fluorescenza sulla luce polarizzata e il comportamento del caucciù vulcanizzato a diversa temperatura.
Nel 1882 venne eletto deputato nel collegio di Reggio Emilia: si dimise nel 1884. 
Negli ultimi anni studiò gli effetti dell'elettricità e del magnetismo; inventò un barometro ad aria, il termometro registratore a gas; volle anche rivolgere il suo interesse alla figura di Leonardo da Vinci, in particolare al suo Codice Atlantico. 
Il fratello Anselmo chiamò in suo onore il figlio Gilberto, che divenne un affermato caratterista e uno dei più famosi attori del teatro dialettale in genovese.